# 53rd & 3rd
53rd & 3rd — песня панк-рок-группы Ramones. Издана в 1976 году.

## История
Песня была написана басистом группы Ди Ди Рамоном. Она рассказывает о парне-проститутке, который стоит на углу 53-й и 3-й улиц и пытается найти клиента. После того, как клиент найден, парень убивает его, чтобы доказать, что он — не «баба». Песня автобиографична, в молодости Ди Ди подрабатывал проституцией.

«Песня „53-я и 3-я“ говорит сама за себя. Всё, что я описал, автобиографично и очень живо. Я по-другому и не умею писать.»Ди Ди Рамон

## Кавер версии
Группа Metallica записала эту песню для вышедшего в 2003 году альбома We're a Happy Family: A Tribute to Ramones.